# Tachycineta albiventer
A Tachycineta albiventer a verébalakúak (Passeriformes) rendjébe, ezen belül a fecskefélék (Hirundinidae) családjába és a Tachycineta nembe tartozó faj. 14 centiméter hosszú. Argentína, Brazília, Bolívia, Ecuador, Francia Guyana, Guyana, Kolumbia, Paraguay, Peru, Suriname, Trinidad és Tobago és Venezuela vízhez közeli területein él. Dél-Amerika déli részeiről költés után északabbra vándorol. Rovarokkal táplálkozik. Szeptembertől áprilisig költ, fészekalját 3-6 fehér tojás alkotja.

## Fordítás
- Ez a szócikk részben vagy egészben  a   White-winged swallow című angol Wikipédia-szócikk fordításán alapul.  Az eredeti cikk szerkesztőit annak laptörténete sorolja fel. Ez a jelzés csupán a megfogalmazás eredetét és a szerzői jogokat jelzi, nem szolgál a cikkben szereplő információk forrásmegjelöléseként.